# Entomortierella
Entomortierella Vandepol & Bonito – rodzaj grzybów należący do typu Mucoromycota.

## Charakterystyka
Entomortierella charakteryzuje się największą różnorodnością pod względem morfologii i ekologii w rodzinie Mortierellaceae. Niektóre gatunki Entomortierella są homotaliczne, niektóre heterotaliczne. Zarodnikują zazwyczaj obficie. Liczne gatunki są związane z owadami lub innymi stawonogami glebowymi, izolowano je powszechnie z wypluwek mrówek, gniazd termitów i wermikompostu. Są grzybami glebowymi, występującymi na rozkładającej się materii roślinnej i korzeniach. Są szeroko rozpowszechnione w glebach lasów sosnowych i występują w nich niezależnie od pory roku (zarówno w glebie wolnej od śniegu, jak i pod pokrywą śnieżną).

## Systematyka
Pozycja w klasyfikacji według Index Fungorum: Mortierellaceae, Mortierellales, Incertae sedis, Mortierellomycetes, Mortierellomycotina, Mucoromycota, Fungi.
Rodzaj utworzono przez wyłączenie niektórych gatunków z rodzaju Mortierella, który okazał się polifiletyczny.
Gatunki występujące w Polsce:
- Entomortierella jenkinii (A.L. Sm.) Telagathoti, Probst & Peintner 2022
- Entomortierella lignicola (G.W. Martin) Vandepol & Bonito 2020
- Entomortierella parvispora (Linnem.) Vandepol & Bonito 2020

Nazwy naukowe według Index Fungorum. Wykaz gatunków według W. Mułenki i in.